# Caberto Conelli
Carlo Alberto „Caberto” Conelli (ur. 28 sierpnia 1889 roku w Belgirate, zm. 25 sierpnia 1974 roku w Belgirate) – włoski kierowca wyścigowy.

## Kariera
W wyścigach Grand Prix Conelli startował głównie w latach 20. W 1920 roku wygrał wyścig Aosta-Gran San Bernardo. Wielokrotnie startował we włoskim wyścigu Targa Florio, plasując się na drugim miejscu w sezonie 1927. W późniejszych latach dołączył do ekipy Bugatti, w której wystartował w 24-godzinnym wyścigu Le Mans w 1931 roku. Przejechał jednak jedynie dwadzieścia okrążeń. Również w sezonie 1931 startował w wyścigach zaliczanych do klasyfikacji Mistrzostw Europy AIACR. Nie ukończył Grand Prix Francji. Jednak już w Grand Prix Belgii odniósł zwycięstwo wraz z Williamsem. Z dorobkiem czternastu punktów uplasował się na dziewiątej pozycji w klasyfikacji generalnej. Po sezonie zrezygnował z zawodowego ścigania.